# بخش خوان مارتین د پوئراردون
بخش خوان مارتین د پوئراردون (به اسپانیایی: Departamento Juan Martín de Pueyrredón) یک منطقهٔ مسکونی در آرژانتین است که در استان سان لوئیس واقع شده‌است. بخش خوان مارتین د پوئراردون ۱۶۸٬۷۷۱ نفر جمعیت دارد.